# A contrario
A contrario (vanuit het tegenovergestelde) is een argumentatievorm waarbij een stelling wordt verdedigd door de stelling om te keren (er de negatie van te poneren) en dan te argumenteren dat deze negatie zeker niet juist is.
Voorbeeld: "Jan houdt van Els. Als dat niet zo was, dan was hij nooit met haar getrouwd".
Een ander voorbeeld bevat de tekst van het liedje Mamma weet wat goed is van de Nederlandse zanger Ronnie Tober uit 1974: indien de moeder van het vriendinnetje niet toestaat dat hij haar dochter likeur laat drinken en met haar naar het bos gaat, dan drinkt hij met haar wel flessen wijn en (vrijen ze) op de hei...
Vooral onder juridische leken zijn a-contrarioredeneringen populair. Als er een wettelijke regel is "indien A, dan B" (implicatie), dan zou daaruit de conclusie kunnen worden getrokken: "indien niet A, dan niet B". Maar een dergelijke gevolgtrekking in deze vorm is onjuist, hoewel de conclusie (dat niet B) wel juist kan zijn. Slechts als eerstgenoemde regel luidde:(1) "alléén indien A, dan B" (replicatie) , of (2) "Als en slechts als A, dan B" (equivalentie) is deze omkering toelaatbaar volgens de wetten van de logica. Bij een beroep op een argumentatie a contrario moet dus altijd een lampje gaan branden.  
Ter verduidelijking: "Jan houdt (wellicht) niet van Els, maar kan alsnog (zeker) met haar trouwen".
Opgemerkt kan worden dat deze redenering anderszins soms wel standhoudt. Bijvoorbeeld in het strafrecht, als geldt: "indien Jan heeft gestolen (A), dan is hij strafbaar (B)", dan concludeert de jurist dat als Jan niet heeft gestolen (niet A), hij niet strafbaar is (niet B). Dit laat weliswaar buiten beschouwing dat Jan een ander delict dan diefstal heeft kunnen plegen (C) en daardoor alsnog strafbaar kan zijn (C leidt ook tot B), maar wanneer hem dit niet ten laste gelegd is, is dit in de betreffende strafzaak niet relevant.
A simile houdt dan weer het tegenovergestelde in. Hier wordt een redenering naar analogie gemaakt. "Indien A, dan B", dus wanneer C sterke gelijkenissen vertoont met A, dan geldt: "Indien C, dan B".